# 1131 dans les croisades
Cette page regroupe les évènements concernant les Croisades qui sont survenus en 1131 : 
- 21 août : mort de Baudouin II, roi de Jérusalem. Sa fille Mélisende et son gendre Foulque d'Anjou deviennent respectivement reine et roi de Jérusalem[1].
- 14 septembre : Mélisende et Foulque d'Anjou sont sacrés reine et roi de Jérusalem[2].
- Mort de Josselin Ier de Courtenay, comte d'Edese[1].
- Raymond II, comte de Tripoli épouse Hodierne de Jérusalem[3].